# Kaboom
Kaboom è un film del 2010 scritto e diretto da Gregg Araki.

## Trama
Il film parla di Smith, un ragazzo dalle tendenze bisessuali che inizia gli studi universitari assieme alla migliore amica Stella. Un sogno ricorrente in cui figura una misteriosa ragazza dai capelli rossi gli preannuncia l'inizio di un incubo, che lo porterà alla scoperta di una setta a cui sarà predestinato.

## Titolo
Il titolo è un'onomatopea e rappresenta il suono di un'esplosione.

## Produzione e distribuzione
Presentato fuori concorso nelle Proiezioni di Mezzanotte alla sessantatreesima edizione del Festival di Cannes, ha vinto la Queer Palm per il miglior film a tematica LGBT del Festival.